# Andreas Nentwich
Andreas Nentwich (* 1959 in Herborn) ist ein deutscher Literaturkritiker und Autor.

## Leben
Er wuchs in Dillenburg und Herborn auf. Er studierte Germanistik und Kunstgeschichte in Regensburg und Gießen. Von 1991 bis 1996 war er Pressereferent des Klett-Cotta Verlags in Stuttgart. Als freier Literaturkritiker verfasste er Beiträge für Süddeutsche Zeitung, Die Zeit und Neue Zürcher Zeitung. 1999 wurde er mit dem Alfred-Kerr-Preis für Literaturkritik ausgezeichnet. Von 2004 bis 2018 arbeitete er als Zeitschriftenredakteur, unter anderem für die Kulturzeitschrift Du. Nentwich lebt mit seiner Familie in Zürich und Berlin.

## Schriften (Auswahl)
- Fritz-Usinger-Bibliographie. Waldkirch 1989, ISBN 3-87885-108-1.
- Alfred Polgar. Berlin 2012, ISBN 978-3-422-07154-4.
- mit Christine Schnapp: Modern in alle Ewigkeit. Eine Reise zu den schönsten modernen Kirchenbauten der Schweiz. Basel 2019, ISBN 3-7296-5019-X.
- Change Ringing. Ein Londonjournal. Zürich 2020, ISBN 3-85869-864-4.